# Kunduci
Kunduci (cyr. Кундуци) – wieś w Bośni i Hercegowinie, w Republice Serbskiej, w gminie Foča. W 2013 roku liczyła 118 mieszkańców.